# Huang Čing Džigong Tu
Huang Čing Džigong Tu (kitajsko 皇清職貢圖, slovensko Zbirka portretov podložnih ljudstev dinastije Čing) je etnološka študija iz 18. stoletja o kitajskih plemenskih državah in zahodnih  narodih, ki so trgovali s cesarstvom Čing. Pisanje študije je naročil cesar Čjanlong. Izšla je okoli leta 1769.
Študija vsebuje številne napake, na primer da je bila Francija budistična država, preden je postala katoliška, da sta Anglija in Švedska vazala Nizozemske in da sta  Francija (Falanši) in Portugalska (Folangdži) ista država.
Leta 2022 je izšel angleški prevod dr. Laure Hostetler in prof. Xuemei Wuja.

## Galerija
- Mož z Velikega zahodnega oceana (Italija ali Portugalska)
- Mož iz Helvetije (Helejveidžija šeng)  (Evropa)
- Mož iz Ogrske (Vengdžialija) na Velikem zahodnem oceanu
- Mož iz Poljske (Bolunija) na Velikem zahodnem oceanu
- Mož iz Anglije (Jingdžili)
- Mož iz Francije (Falanši)
- Mož iz Švedske (Rui)
- Uradnik iz Rusije (Eluosi)
- Musliman iz Afganistana
- Mongolski knez (tajdži)[5]
- Udegeja (Čjakala)
- Torgutski princ z ženo